# Come un gatto in tangenziale
Come un gatto in tangenziale è un film del 2017 diretto da Riccardo Milani.
Nel 2021 è stato distribuito il sequel Come un gatto in tangenziale - Ritorno a Coccia di Morto.

## Trama
Giovanni presiede un think tank che sta conducendo per conto del Parlamento europeo uno studio sulla situazione delle periferie italiane, cui verranno concessi fondi a sostegno di attività imprenditoriali per persone in difficoltà economica. Rientrato a Roma da Bruxelles, Giovanni scopre che la figlia tredicenne Agnese si è fidanzata con Alessio, un coetaneo del malfamato quartiere romano Bastogi. Giovanni segue Agnese e lungo la strada per Bastogi ha modo di incrociare la vulcanica Monica, madre di Alessio, che gli frantuma il parabrezza dell'auto con una mazza da baseball. Una volta giunto nel palazzo in cui abitano Monica e Alessio, Giovanni tenta di dissuadere la figlia dal frequentare gente di così bassa estrazione sociale. Nemmeno Monica è entusiasta all'idea che il figlio si fidanzi con una persona altolocata, così Giovanni cerca di allearsi con la donna per far ragionare i ragazzi.
L'unione tra i due giovanissimi è però destinata a durare. A questo punto Giovanni e Monica iniziano controvoglia a frequentarsi e a entrare in contatto con le rispettive famiglie. Giovanni sta crescendo Agnese da solo, poiché la madre Luce, sua ex moglie, si è trasferita in Francia, dove coltiva lavanda per profumi. Alessio vive invece in una famiglia numerosa con la madre e due zie, Pamela e Sue Ellen (chiamate così in onore del serial Dallas), due taccheggiatrici che trascorrono la giornata davanti alla televisione per seguire la giornalista Franca Leosini, mentre il padre Sergio è in carcere da anni per lesioni gravi. Monica invita Giovanni e Agnese a una giornata al mare nella caotica Coccia di morto (lido di Fiumicino). Giovanni ricambia la domenica successiva, portando Monica e Alessio nella tranquilla Capalbio. Entrambi i genitori faticano ad ambientarsi in una realtà che percepiscono come lontana dal loro modo di vivere.
Quando Luce rientra dalla Francia, Monica invita tutta la famiglia a pranzo a casa sua. In quest'occasione irrompe Sergio, appena uscito dal carcere grazie a un indulto, che manifesta il proprio disprezzo per le rispettive professioni dei genitori di Agnese, insinuando che è a causa di persone come loro se il Paese va male. Giovanni, a queste parole, perde le staffe e risponde a tono a Sergio, dicendogli che questo è solo un alibi del quale la gente come lui si approfitta troppo. La stessa Luce, che in gioventù ha combattuto molte battaglie a favore della borgata, è scioccata dal contesto in cui rischia di vivere Agnese e aizza Giovanni contro i futuri consuoceri. Alla fine Agnese e Alessio si lasciano, con le famiglie che tornano alle rispettive vite. Tuttavia Monica, che durante il pranzo ha preso le parti di Sergio, ha capito che c'è un fondo di verità nelle parole di Giovanni, così, quando l'ex marito finisce nuovamente in carcere, inizia a informarsi sui fondi europei.
Giovanni vola a Bruxelles per ottenere l'erogazione dei fondi. Durante il discorso davanti alla commissione abbandona il testo scritto, raccontando ai parlamentari come sia veramente difficile la vita nelle periferie multietniche. Monica, ottenuti i fondi, li utilizza per avviare, insieme al vicino di casa bengalese, una pizzeria le cui consegne a domicilio vengono affidate a Pamela e Sue Ellen, ormai riabilitate. Una sera, però, è Monica in persona ad effettuare una consegna in centro città: si scopre così che la consegna era diretta a Giovanni e alla stessa Monica. Seduti su di una panchina nel giardino di piazza Cavour, i due mangiano la loro pizza, consci che la loro storia è destinata a durare «come un gatto in tangenziale».

## Produzione
Riccardo Milani dirige per la seconda volta il duo formato da Paola Cortellesi e Antonio Albanese dopo la pellicola dell'anno precedente Mamma o papà?.
Il film è stato girato principalmente a Roma; in particolare le scene ambientate nella periferia sono state girate nei quartieri Quartaccio, vicino a Torrevecchia, e Primavalle. Altre scene sono state girate a Bruxelles, a Capalbio e a Frascati.

## Distribuzione
La pellicola, distribuita da Vision Distribution, è uscita nelle sale italiane il 28 dicembre 2017.
È stato distribuito in moltissimi paesi, anche se in versione limitatissima, tra cui Canada, Francia, Germania, Stati Uniti, Regno Unito, Australia, Argentina, Brasile, Svizzera, Cina, Corea del Sud e Thailandia.

## Accoglienza
Il film ha incassato al 31 luglio 2018 più di 10 milioni di euro, ed è stato apprezzato dalla critica. Nel 2021 è uscito il sequel, Come un gatto in tangenziale - Ritorno a Coccia di Morto.
Ha incassato 14 milioni di euro a livello globale.

## Riconoscimenti
- 2018 - David di Donatello
  - Candidatura per la Migliore attrice protagonista a Paola Cortellesi
  - Candidatura per il Migliore attore protagonista a Antonio Albanese
  - Candidatura per la Migliore attrice non protagonista a Sonia Bergamasco
- 2018 - Nastro d'argento
  - Migliore commedia a Riccardo Milani
  - Migliore attrice in un film commedia a Paola Cortellesi
  - Migliore attore in un film commedia a Antonio Albanese
  - Candidatura per la Miglior sceneggiatura
- 2018 - Ciak d'oro
  - Migliore attrice protagonista a Paola Cortellesi[5]
  - Migliore attore protagonista a Antonio Albanese[5]
- 2018 - Globo d'oro
  - Migliore attrice a Paola Cortellesi
  - Candidatura per la Migliore commedia a Riccardo Milani
- 2018 - Taormina Film Fest
  - Candidatura per il Miglior film comico
  - Candidatura per la Miglior sceneggiatura originale